# Меркурий-Атлас-3
Mеркурий-Aтлас-3 (МА-3) стартовал 25 апреля 1961 года с Базы ВВС США на мысе Канаверал. NSSDC ID — MERCA3.
Этот старт должен был стать орбитальным летным испытанием космического корабля Меркурий. Капсула содержала механического астронавта. После старта ракета-носитель не набрала даже 70 процентов мощности и не вышла на надлежащую траекторию. Оценив ситуацию как аварийную, сработала система аварийного спасения (САС), а сотрудник службы безопасности не доводя дело до разрушения ракеты-носителя, на 40-й секунде полета выдал ей команду на самоподрыв. Это произошло, когда ракета достигла высоты приблизительно 5 км. Двигатели САС вынесли капсулу примерно на высоту 7 км, где сработала парашютная система и корабль приводнился в Атлантическом океане приблизительно в 1,8 км к северу от стартовой площадки. Капсула была выловлена и её состояние оценили как «только поверхностный ущерб». Впоследствии она была отправлена назад изготовителю для ремонта и переоборудования. Переоборудованная капсула повторно полетела как Меркурий-Атлас-4.

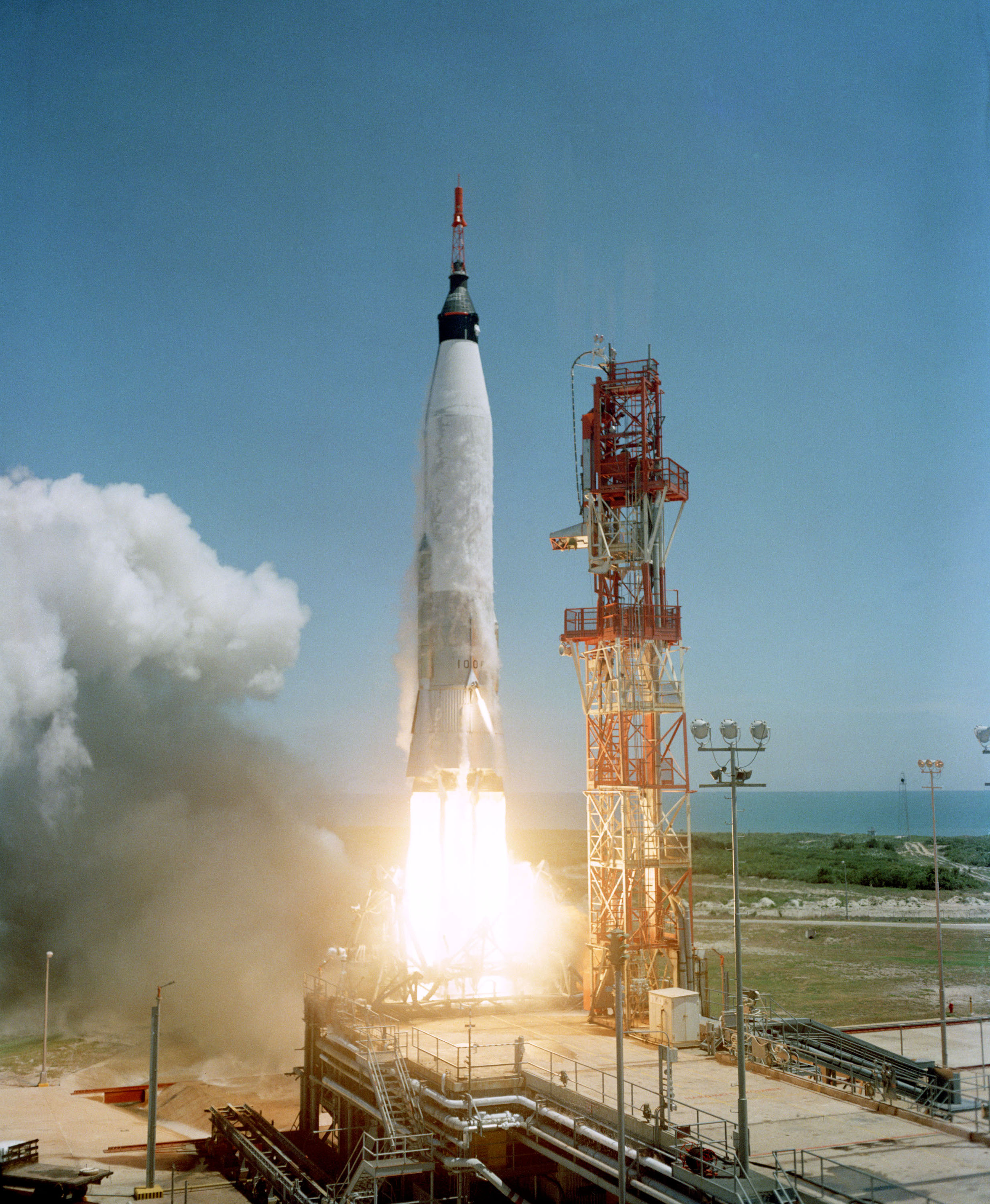
Стартует Mеркурий-Aтлас-3

.